# Dąbek (powiat mławski)
Dąbek – wieś sołecka w Polsce położona w województwie mazowieckim, w powiecie mławskim, w gminie Stupsk.
Wierni Kościoła rzymskokatolickiego należą do parafii Matki Boskiej Różańcowej w Wyszynach Kościelnych.
W latach 1975–1998 miejscowość należała administracyjnie do województwa ciechanowskiego.
W Dąbku znajduje się pierwszy w Europie Środkowo-Wschodniej ośrodek rehabilitacyjny dla chorych na SM.